# Liste der Kulturgüter in Oppligen
Die Liste der Kulturgüter in Oppligen enthält alle Objekte in der Gemeinde Oppligen im Kanton Bern, die gemäss der Haager Konvention zum Schutz von Kulturgut bei bewaffneten Konflikten, dem Bundesgesetz vom 20. Juni 2014 über den Schutz der Kulturgüter bei bewaffneten Konflikten sowie der Verordnung vom 29. Oktober 2014 über den Schutz der Kulturgüter bei bewaffneten Konflikten unter Schutz stehen.
Es sind weder A-Objekte noch B-Objekte auf dem Gemeindegebiet ausgewiesen, Objekte der Kategorie C fehlen zurzeit (Stand: 30. März 2024). Unter übrige Baudenkmäler sind Objekte zu finden, die im Bauinventar des Kantons Bern als «schützenswert» verzeichnet sind.

## Übrige Baudenkmäler
Hinweis: Als Objekt-Identifikator (ID) wird die Grundstücksnummer verwendet.
| ID  | Foto |                 | Objekt                       | Typ | Standort                            | Beschreibung |
| --- | ---- | --------------- | ---------------------------- | --- | ----------------------------------- | ------------ |
| 199 | BW   | Datei hochladen | Gasthof zum Schütz (1848)    | G   | Bernstrasse 5 611653 / 184852       |              |
| 422 | BW   | Datei hochladen | Speicher (um 1800)           | G   | Schmittenstrasse 5c 611539 / 185254 |              |
| 504 | BW   | Datei hochladen | Speicher (1726)              | G   | Dorfstrasse 28c 612356 / 185656     |              |
| 513 | BW   | Datei hochladen | Ehemaliges Bauernhaus (1697) | G   | Dorfstrasse 18 612084 / 185481      |              |
| 521 | BW   | Datei hochladen | Wohnstock (1829)             | G   | Dorfstrasse 22 612134 / 185531      |              |
| 529 | BW   | Datei hochladen | Speicher (1. Hälfte 18. Jh.) | G   | Neumatt 1d 611959 / 185171          |              |
| 590 | BW   | Datei hochladen | Bauernhaus (1828)            | G   | Dorfstrasse 13 612355 / 185826      |              |
| 595 | BW   | Datei hochladen | Bauernhaus (um 1900)         | G   | Dorfstrasse 11 612179 / 185615      |              |
| 612 | BW   | Datei hochladen | Speicher (1. Hälfte 18. Jh.) | G   | Dorfstrasse 5a 612072 / 185580      |              |
| 623 | BW   | Datei hochladen | Speicher (1708)              | G   | Bühlstrasse 5c 611696 / 185071      |              |
| 633 | BW   | Datei hochladen | Wohnstock (1817)             | G   | Dorfstrasse 9 612150 / 185598       |              |
| 633 | BW   | Datei hochladen | Speicher (1733)              | G   | Dorfstrasse 9a 612148 / 185623      |              |
| 640 | BW   | Datei hochladen | Wohnhaus (1876)              | G   | Staldenstrasse 10 611435 / 185610   |              |

Hinweis zur Legende: Anstelle der KGS-Nummer wird als Objekt-Identifikator (ID) die Grundstücksnummer verwendet.